# بيدرو أمات
بيدرو أمات (بالإسبانية: Pedro Amat)‏ هو لاعب هوكي الحقل إسباني، ولد في 13 يوليو 1940 في تاراسا في إسبانيا.

## وصلات خارجية
- بيدرو أمات على موقع أوليمبيديا (الإنجليزية)
- بيدرو أمات على موقع اللجنة الأولمبية الإسبانية (الإسبانية)